# Пивероне
Пивероне (итал. Piverone) — коммуна в Италии, располагается в регионе Пьемонт, в провинции Турин.
Население составляет 1261 человек (2008 г.), плотность населения составляет 115 чел./км². Занимает площадь 11 км². Почтовый индекс — 10010. Телефонный код — 0125.
Покровителем коммуны почитается священномученик Лаврентий, празднование 10 августа.

## Демография
Динамика населения:

## Города-побратимы
- Дег, Венгрия

## Администрация коммуны
- Официальный сайт: http://www.comune.piverone.to.it Архивная копия от 16 июня 2019 на Wayback Machine